# Liela
Liela est une zone de planification de Tampere en Finlande. 
Liela comprend les zones statistiques: Lielahti, Niemenranta, Pohtola, Lintulampi et Ryydynpohja.